# Балосег
Балосег (мађ. Fülöpháza) је село у Мађарској. Балосег је насељено место у оквиру жупаније Бач-Кишкун.

## Локација
Балосег се налази на пешчаној спруди Кишкуншаг, 10 километара југозападно од Кечкемета. Суседна насеља су: Хетењеђхаза на северу, Кадафалва на североистоку (оба су предграђа Кечкемета), Хелвеција на југоистоку, Агашеђхаза на југозападу, Филепхаза на западу и Керекеђхаза на северозападу.

## Историја
Његов најстарији писани помен датира из 14. века, када се звао Балошаг. У то време је црква већ постојала. За време турске окупације насеље је опустело, а преживели су избегли у Кечкемет, који је у међувремену постао значајнији. Дуго је та територија била пустош, и припадала је Кечкемету, град је овде држао своје животиње.
Почетком 19. века пошумљене су површине које су постале живи песак и засађени су виногради. Током револуције 1848–49. и рата за независност, око четири хиљаде људи из тог подручја придружило се борцима за слободу као резултат регрутовања Лајоша Кошута.
У време Компромиса, као резултат слободније пољопривреде, 35% становништва је већ живело у руралним подручјима. Данашње методе производње су основане у то време.
Године 1954. село се одвојило од Кечкемета и постало самостално насеље.
Године 2001. 3 становника изјаснила су се да су немачке, 1 румунске, 1 словеначке и 1 украјинске националности, а остали су се изјаснили као Мађари.

## Становништво
Током пописа из 2011. године, 87% становника се изјаснило као Мађари, 0,3% Роми, 0,7% Немци и 0,4% Румуни (12,7% се није изјаснило; због двојног идентитета укупан број може бити већи од 100%). Верска дистрибуција је била следећа: римокатолици 45,5%, реформисани 9,6%, лутерани 1%, неденоминациони 15% (27,3% се није изјаснило).
2022. године 88,6% становништва се изјаснило као Мађари, 0,8% као Немци, 0,3% као Румуни, 0,2% као Роми, 0,1% као Хрвати, 2,3% као други, недомаћински националности (11,3% се није изјаснило; због двојног идентитета, укупан број може бити већи од 10%). Према њиховој религији, 33,1% су били римокатолици, 8,1% калвинисти, 0,9% лутерани, 0,4% гркокатолици, 1% остали хришћани, 1,4% остали католици, 13,7% неконфесионални (41,2% није одговорило)..